# Mariage d’amour
Mariage d’amour («Брак по любви») — сольное произведение для фортепиано, написанное французом Полем де Сенневилем в 1978 году и впервые записанное пианистом Ричардом Клайдерманом на его альбоме «Lettre À Ma Mère» в 1979 году.
Позже пианист Джордж Дэвидсон (англ. George Davidson) включил это произведение в свой альбом My Heart Will Go On с небольшими изменениями. Эту версию композиции иногда ошибочно приписывают Шопену и именуют «Весенний вальс», поскольку загруженное на Youtube видео было неправильно подписано и набрало к 2020 году 125 миллионов просмотров.